# Сук Петро Андрійович
Петро́ Андрі́йович Сук (23 серпня 1910, Решетилівка Полтавської області — 26 грудня 1993, Київ) — український хоровий диригент, педагог, директор Київського музичного училища імені Р. М. Глієра (1944—1953), директор хору Київського театру опери та балету (1957—1968). Батько піаніста Миколи Сука.

## Життєпис
Десятирічним хлопчиком залишився сиротою і до 1929 року працював наймитом у майстернях шевців.
1925 року вступив у комсомол, 1931 — до ВКП(б).
1929—1931 — член бюро райкому комсомолу Решетилівського району Полтавщини.
1929—1930 — завідувач районною бібліотекою, 1930—1931 — директор районного Будинку колгоспника.
1931 був направлений на робфак при Харківському музично-драматичному інституті.
1934—1936 — служба в армії.
1937—1941 — навчався у Київському музичному училищі та Київській консерваторії (викладачі Михайло Вериківський, Гліб Таранов).
Про ті важкі для українців часи П. А. Сук згадував наступне: «Зі страхом пригадую 30-і роки в Україні. Після голодомору розпочалося друге лихо — винищення української культури й нашої інтелігенції».
1941 року він був уповноваженим з евакуації професорсько-викладацького складу консерваторії в тил.
З жовтня 1941 — студент Ташкентської консерваторії.
1944 року повертається до Києва, де був призначеним директором Київського державного музичного училища ім. Глієра, в якому працював до травня 1953 року.
1953—1956 — викладач Київського культурно-просвітницького училища, 1957 року — вчитель співу в Київській середній школі № 65.
З січня 1958 до липня 1968 — інспектор та педагог хору Київського державного академічного театру опери та балету ім. Т. Г. Шевченка.
1968—1976 — директор Республіканського Будинку композиторів України.
З 1976 — на пенсії.
Помер 26 грудня 1993 року в Києві.
Документи П. А. Сука були передані в Центральний державний архів-музей літератури і мистецтва України 2010 року його сином — відомим піаністом Миколою Суком, який проживає в США.